# Edward Barsegjan
Edward Barsegjan (né le 15 juillet 1980 à Etchmiadzin en Union soviétique) est un lutteur polonais d'origine arménienne, spécialiste de gréco-romaine.
Il est vice-champion d'Europe en 2009.